# Gliricola
Gliricola ist eine Gattung der Kletterfußmallophagen, die bei Meerschweinchen und Stachelratten parasitieren. Typspezies ist Gliricola procelli, welche die häufigste Tierlaus beim Hausmeerschweinchen ist.

## Merkmale
Der Körper ist lang und häutig. Der Kopf ist länger als breit und sein Hinterrand halbkreisförmig. Augen fehlen. Die keulenförmigen Fühler sind viergliedrig, wobei das letzte Glied eine Sinnesgrube mit Sensillum trägt. Die Unterkiefertaster sind zweigliedrig. Die Vorderhörner des Hypopharynx sind mit Zähnen bewaffnet und mit einem gesägten Innenrand versehen. Der Prothorax ist deutlich kleiner als Meso- und Metathorax. Alle Abdominalsegmente tragen rückenseitig eine Querreihe kleiner Borsten (Setae). Das Abdomen der Weibchen ist zweilappig.

## Arten
Die Gattung enthält folgende Arten:
- Gliricola aequatorialis, Wirt Kurzschwanz-Stachelratte, Langschwanz-Stachelratte
- Gliricola arboricola, Wirt Panama-Baumstachelratte
- Gliricola armatus, auch Hutiaphilus armatus, Wirt Gemeine Langschwanzhutia
- Gliricola bicaudatus, Wirt Hausmeerschweinchen
- Gliricola bifurcatus, Wirt Hausmeerschweinchen
- Gliricola brasiliensis, Wirte Gemeines Meerschweinchen, Hausmeerschweinchen
- Gliricola brooksae, Wirt Peruanische Fingerratte
- Gliricola calcaratus, Wirt Cayenne-Ratte
- Gliricola capromydis, auch Hutiaphilus capromydis, Wirt Hutiaconga
- Gliricola columbanus, Wirt Cayenne-Ratte
- Gliricola cubanus, auch Hutiaphilus cubanus, Wirt Hutiaconga
- Gliricola cutkompi, Wirt Ashaninka-Inkaratte
- Gliricola decurtatus, Wirt Bambus-Fingerratte
- Gliricola distinctus, Wirt Gemeines Meerschweinchen
- Gliricola echimydis, Wirt Atlantikstachelratten
- Gliricola ewingi, auch Hutiaphilus ewingi, Wirt Gemeine Langschwanzhutia
- Gliricola fonsecai, Wirt Düstere Küstenbaumratte
- Gliricola gracilis, Wirt Hausmeerschweinchen
- Gliricola halli, Wirt Amazonas-Stachelratte
- Gliricola handleyi, Wirt Guyana-Stachelratte
- Gliricola humilis, Wirt Weißstachel-Atlantikstachelratte
- Gliricola lindolphoi, Wirte Gemeines Meerschweinchen, Hausmeerschweinchen
- Gliricola longicollis, Wirt Goldaguti
- Gliricola maculatus, Wirt Ihering-Atlantikstachelratte
- Gliricola marajoensis, Wirt Kammstachelratten
- Gliricola mendezi, Wirt Tomes-Stachelratte
- Gliricola mesomydis, Wirt Guiara
- Gliricola mexicanus, Wirt Hausmeerschweinchen
- Gliricola mirandai, Wirt Gelbkronen-Bürstenschwanzratte
- Gliricola omahonyi, auch Hutiaphilus omahonyi, Wirt Bahama-Ferkelratte
- Gliricola palladius, Wirt Guiara
- Gliricola panamensis, Wirt Tomes-Stachelratte
- Gliricola paraensis, Wirt Schwarze Tororatte
- Gliricola pinei, auch Hutiaphilus pinei, Wirt Schwarzschwanz-Zwerghutia
- Gliricola pintoi, Wirte Proechimys oris, Cayenne-Ratte
- Gliricola porcelli, Wirt Hausmeerschweinchen, Tschudi-Meerschweinchen
- Gliricola porcelli perfoliatus, Wirt Bergmeerschweinchen
- Gliricola rabbi, auch Hutiaphilus rabbi, Wirt Bahama-Ferkelratte
- Gliricola quadrisetosus, Wirte Spix-Gelbzahnmeerschweinchen, Tschudi-Meerschweinchen, Wieselmeerschweinchen
- Gliricola saviae, Wirt Hausmeerschweinchen
- Hutiaphilus schwartzi, Wirt Schwarzschwanz-Zwerghutia
- Gliricola spinosus, Wirt Gemeines Meerschweinchen
- Gliricola sylvatica, Wirt Lanzenratte
- Gliricola tiptoni, Wirt Kurzstachelratten
- Gliricola venezuelanus, Wirt Kurzstachelratten
- Gliricola vogelsangi, Wirt Kurzstachelratten
- Gliricola wenzeli, Wirt Tomes-Stachelratte
- Gliricola wernecki, auch Hutiaphilus wernecki, Wirt Schwarzschwanz-Zwerghutia
- Gliricola woodmani, Wirt Amazonas-Stachelratte